# 鐘萼木
（學名：Bretschneidera sinensis），在台灣新北市瑞芳區猴硐稱為鐘古樹，因開花時像倒吊的鐘而得名。為鐘萼木屬唯一種，只生长在中国的西南，台湾和越南。其种加词“sinensis”意为“中华的”。
本植物是常绿乔木，奇数羽状複葉，互生；花两性，左右对称，排成顶生、直立的总状花序；花萼钟状，花瓣5，粉红色，雄蕊8；果实为蒴果。
1981年的克朗奎斯特分类法将其列在无患子目中，1998年根据基因亲缘关系分类的APG 分类法认为应该分在十字花目中，可以选择性地和叠珠树科合并，2003年经过修订的APG II 分类法维持原分类，但2006年5月7日新修订的结果是直接合并叠珠树科中。
在臺灣新北市、基隆一帶，鐘萼木於四、五月的開花，果實在年底成熟，在冬天時也有少數開花。另外輕海紋白蝶以此樹葉為食物。